# Ouled Dahmane
Ouled Dahmane è un comune dell'Algeria, situato nella provincia di Bordj Bou Arreridj.